# Nick Cassavetes
Nick Cassavetes, född 21 maj 1959 i New York, är en amerikansk skådespelare, manusförfattare och regissör. Han är son till filmregissören och skådespelaren John Cassavetes och skådespelaren Gena Rowlands. 
Bland de filmer han medverkat i kan nämnas Delta Force 3: The Killing Game (1991). Som regissör är han mest känd för dramat John Q. (2002), en film som handlar om en svårt hjärtsjuk pojke. Cassavetes är själv far till ett barn med medfött hjärtfel och denna film är en skarp kritik mot amerikansk sjukvård.
Privat gillar Cassavetes att spela poker och har medverkat i tv-programmet High Stakes Poker.
Nick Cassavetes spelar även sig själv i den sjunde säsongen av tv-serien Entourage.

## Filmografi

### Som regissör
- 1996 – Ta ned stjärnorna
- 1997 – She's So Lovely
- 2002 – John Q.
- 2004 – Dagboken - Jag sökte dig och fann mitt hjärta
- 2006 – Alpha Dog
- 2009 – Allt för min syster
- 2012 – Yellow
- 2014 – The Other Woman

### Som skådespelare (urval)
- 1970 – Äkta män (ej krediterad)
- 1985 – Mask
- 1986 – Black Moon Rising
- 1986 – The Wraith
- 1989 – Blint raseri
- 1994 – Class of '99 II - Vikarien
- 1994 – Mrs. Parker och den onda cirkeln
- 1997 – Face/Off
- 1999 – Life
- 1999 – The Astronaut's Wife
- 2000 – Panik (ej bekräftad)
- 2001 – Blow (ej krediterad)
- 2011 – Baksmällan del II